# Робинсон, Кристал
Кристал Латреза Робинсон (англ. Crystal LaTresa Robinson; род. 22 января 1974 года в Атоке, Оклахома, США) — американская профессиональная баскетболистка, выступавшая в женской национальной баскетбольной ассоциации. Была выбрана на драфте ВНБА 1999 года в первом раунде под шестым номером клубом «Нью-Йорк Либерти». Играла в амплуа лёгкого форварда и атакующего защитника. Ещё будучи действующим игроком ВНБА стала ассистентом Три Роллинза в клубе «Вашингтон Мистикс». В настоящее время возглавляет тренерский штаб родной школьной команды «Атока Леди Кэтс».

## Ранние годы
Кристал Робинсон родилась 22 января 1974 года в городе Атока (штат Оклахома), училась она там же в одноимённой средней школе, в которой выступала за местную баскетбольную команду.